# Ű
Cette page contient des caractères spéciaux ou non latins. S’ils s’affichent mal (▯, ?, etc.), consultez la page d’aide Unicode.
Ű (minuscule : ű), ou U double accent aigu, est un graphème utilisé dans l’écriture du dan de l’Est ou du hongrois, et du vieux norrois. Il s'agit de la lettre U diacritée d'un double accent aigu.

## Utilisation
En hongrois, ‹ ű › représente le son /yː/. La lettre ‹ ü › se prononce /y/ et l’accent aigu indique que les voyelles sont longues ; le double accent aigu joue le rôle à la fois d’un accent aigu et d’un tréma.
Dans le système de romanisation taïwanais, ‹ ű › représente le son /u/ avec le ton 9.

## Représentations informatiques
Le U double accent aigu peut être représenté avec les caractères Unicode suivants
- précomposé (latin étendu A) :

| formes    | représentations | chaînes de caractères | points de code | descriptions                                 |
| --------- | --------------- | --------------------- | -------------- | -------------------------------------------- |
| majuscule | Ű               | Ű                     | U+0170         | lettre majuscule latine u double accent aigu |
| minuscule | ű               | ű                     | U+0171         | lettre minuscule latine u double accent aigu |

- décomposé (latin de base, diacritiques) :

| formes    | représentations | chaînes de caractères | points de code | descriptions                                             |
| --------- | --------------- | --------------------- | -------------- | -------------------------------------------------------- |
| majuscule | Ű               | U◌̋                    | U+0055 U+030B  | lettre majuscule latine u diacritique double accent aigu |
| minuscule | ű               | u◌̋                    | U+0075 U+030B  | lettre minuscule latine u diacritique double accent aigu |